# Leuleu Sibusu
Leuleu Sibusu är en kulle i Indonesien.   Den ligger i provinsen Aceh, i den västra delen av landet, 1 600 km nordväst om huvudstaden Jakarta. Toppen på Leuleu Sibusu är 244 meter över havet, eller 227 meter över den omgivande terrängen. Bredden vid basen är 6,1 km. Leuleu Sibusu ligger på ön Pulau Simeulue.
Terrängen runt Leuleu Sibusu är kuperad västerut, men österut är den platt. Havet är nära Leuleu Sibusu åt nordost.Runt Leuleu Sibusu är det ganska glesbefolkat, med 22 invånare per kvadratkilometer. I omgivningarna runt Leuleu Sibusu växer i huvudsak städsegrön lövskog.